# ჩ
Chini (asomtavruli Ⴙ, nuskuri ⴙ, mkhedruli ჩ, mtavruli Ჩ) là chữ cái thứ 29 trong bảng chữ cái Gruzia.
Trong hệ thống chữ số Gruzia, ჩ có giá trị 1000.
ჩ thường đại diện cho âm tắc xát vòm vô thanh Lỗi Lua trong Mô_đun:IPA tại dòng 52: invalid option '%T' to 'format'., giống như cách phát âm của ⟨ch⟩ trong "chance".

## Chữ cái
| asomtavruli | nuskuri | mkhedruli |
| ----------- | ------- | --------- |
|             |         |           |

## Mã hóa máy tính
| asomtavruli | nuskuri | mkhedruli |
| ----------- | ------- | --------- |
| U+10B9      | U+2D19  | U+10E9    |

## Chữ nổi
| mkhedruli |
| --------- |
|           |